# Roderich Fabian

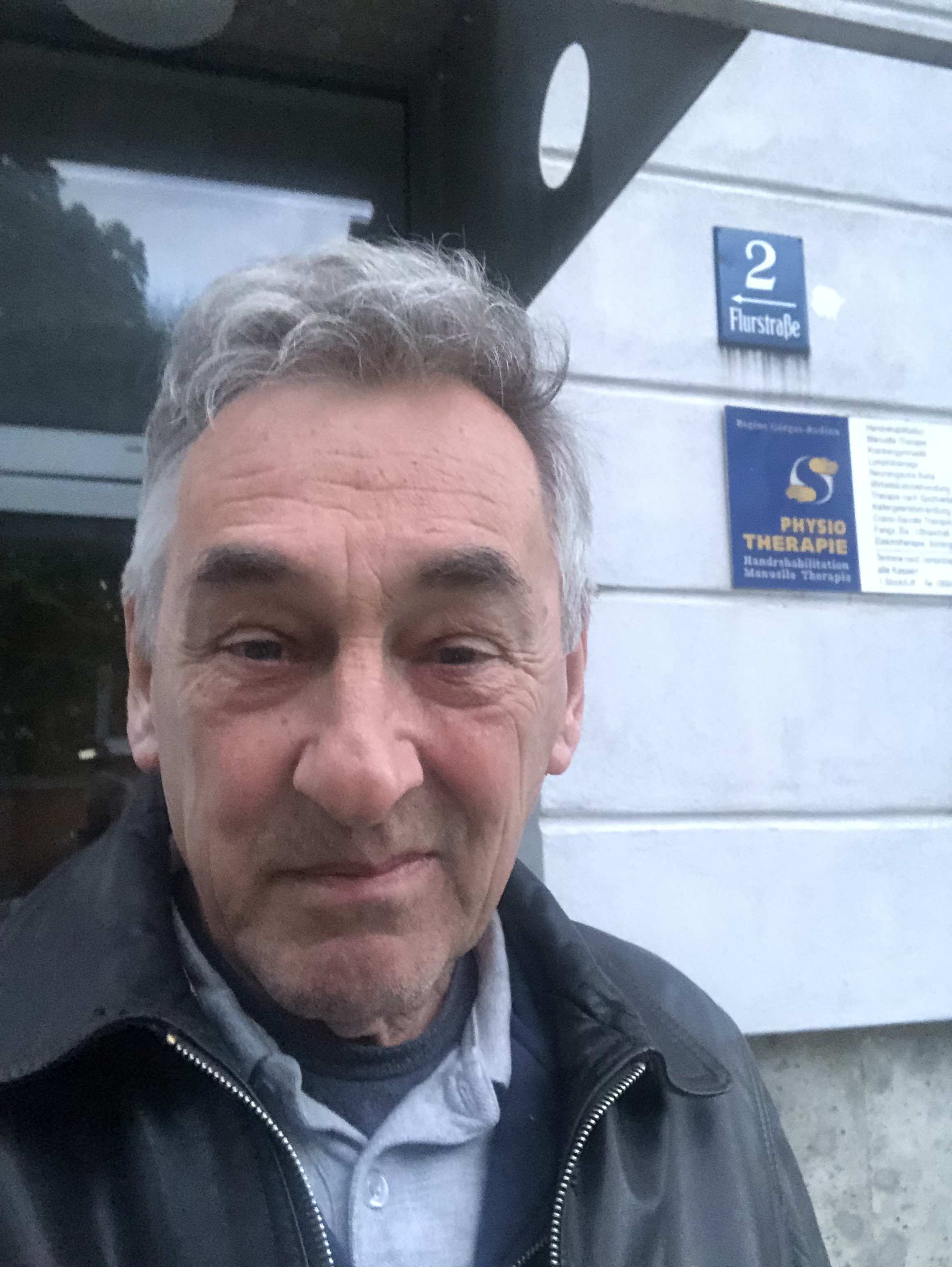
Roderich Fabian (Selfie von 2024)

Roderich Fabian (geboren 12. Juni 1957 in Bamberg) ist ein deutscher Musikjournalist.

## Leben
Roderich Fabians Vater Roderich Fabian arbeitete beim Bundesnachrichtendienst und war von 1976 bis 1980 Leiter des Landesamts für Verfassungsschutz Hessen. Der Journalist Roderich Fabian hat zwei Halbgeschwister aus der ersten Ehe seiner Mutter. Er wuchs in Hessen auf und kam 1970 nach Starnberg. In München-Schwabing besuchte er das Gisela-Gymnasium. Dort lernte er die Schwabinger Szene kennen. Ab 1977 studierte er Kommunikationswissenschaften, Amerikanische Kulturgeschichte und Politikwissenschaften an der Ludwig-Maximilians-Universität München. Er schrieb für die Süddeutsche Zeitung und steig 1986 als Musikjournalist beim Bayerischen Rundfunk ein.
Zu den Sendereihen, für die Fabian arbeitete, gehörten von 1986 bis 1988 die Rocklok und von 1989 bis 2023 der Zündfunk. Er war Redakteur für die Sendereihen Zündfunk Generator (2000–2007) und den Nachtmix (2007–2023).
Er ist Mitglied „Der Fruchtstäbchen“. 1998 erhielt er den Radio-Preis für Second Hand America.